# آبائيات

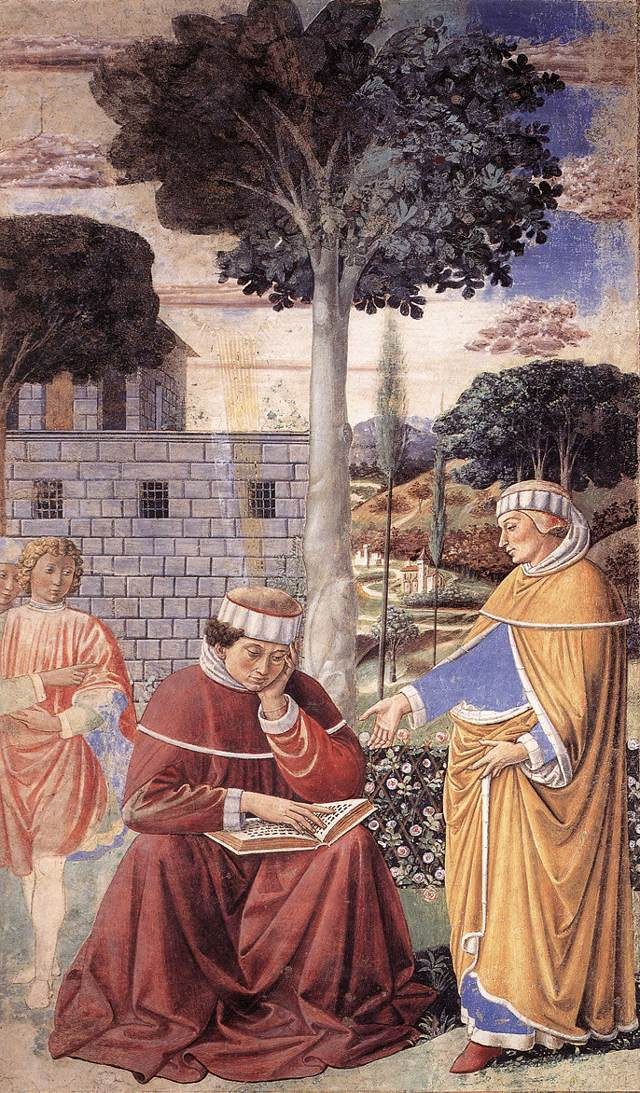

الآبائيات ويعرف كذلك ب-علم الآباء أو الباترولوجيا ((باليونانية: Πατρολογία)‏، (باللاتينية: Patristica)) هو فرع من علم اللاهوت يهتم بدراسة كتابات آباء الكنيسة الأوائل في الفترة بين القرنين الثاني والخامس الميلادي. اشتق المصطلح من باتر أو «پاتر» بالإغريقية والاتينية والتي تعني أب.